# キャリアー
キャリアー（英 Carrier）はカナダの先住民族（インディアン部族、ディネ族）の一つで、ブリティッシュコロンビア州の中央部に居住している。
「キャリアー」という名称は、未亡人が亡夫の遺灰を3年間身につけておく（carry）という伝統的な習慣からとったという説や、彼らのセカニ名であるDakelh（ボートであちこちへ行く人々の意）を翻訳したという説がある。通常は、自身を「ダケル」（Dakelh、もしくは複数形でDakelhne）と名乗る。